# جيس والتر
جيس والتر (بالإنجليزية: Jess Walter)‏ (20 يوليو 1965، سبوكين في الولايات المتحدة)؛ كاتب، صحفي وروائي أمريكي.

## روابط خارجية
- جيس والتر على موقع IMDb (الإنجليزية)
- جيس والتر على موقع قاعدة بيانات الفيلم (الإنجليزية)